# ميشيل تشانغ
ميشيل تشانغ (بالإنجليزية: Michelle Chang) هي كيميائية أمريكية، ولدت في 1977 في سان خوسيه في الولايات المتحدة.